# Arbeitstitel
Ein Arbeitstitel (kurz AT) oder Produktionstitel ist ein vorläufiger Werktitel. Er wird vor allem in der Film- und Fernsehproduktion, Spieleentwicklung, Musikindustrie und im Verlagswesen verwendet.

## Filmproduktion
In der Filmproduktion wird der oft der erste, nur probehaft vergebene Titel eines Drehbuches als Produktionstitel möglichst lange, oft bis zum Ende der Dreharbeiten, beibehalten, um Änderungen bei den Drehbüchern, Negativberichten und Klappen zu vermeiden. Bei Kinofilmen ist der Produktionstitel meistens nicht der Titel des fertigen Werks.

## Wissenschaft
Bei wissenschaftlichen Arbeiten können Arbeitstitel gewählt werden, da der endgültige Titel in der Regel erst nach Abschluss der Forschung verfasst wird, um deren Ergebnis genau wiederzugeben.